# Comité olympique du Yémen

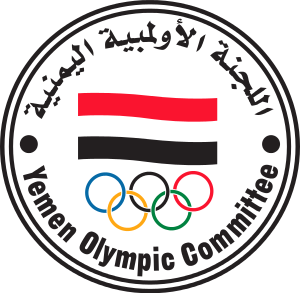
Logo du comité olympique du Yémen

Le Comité olympique du Yémen (en arabe, للجنة الأولمبية اليمنية) est le comité national olympique du Yémen fondé en 1971 et reconnu par le CIO en 1981.